# Вайсиг (Ослинг)

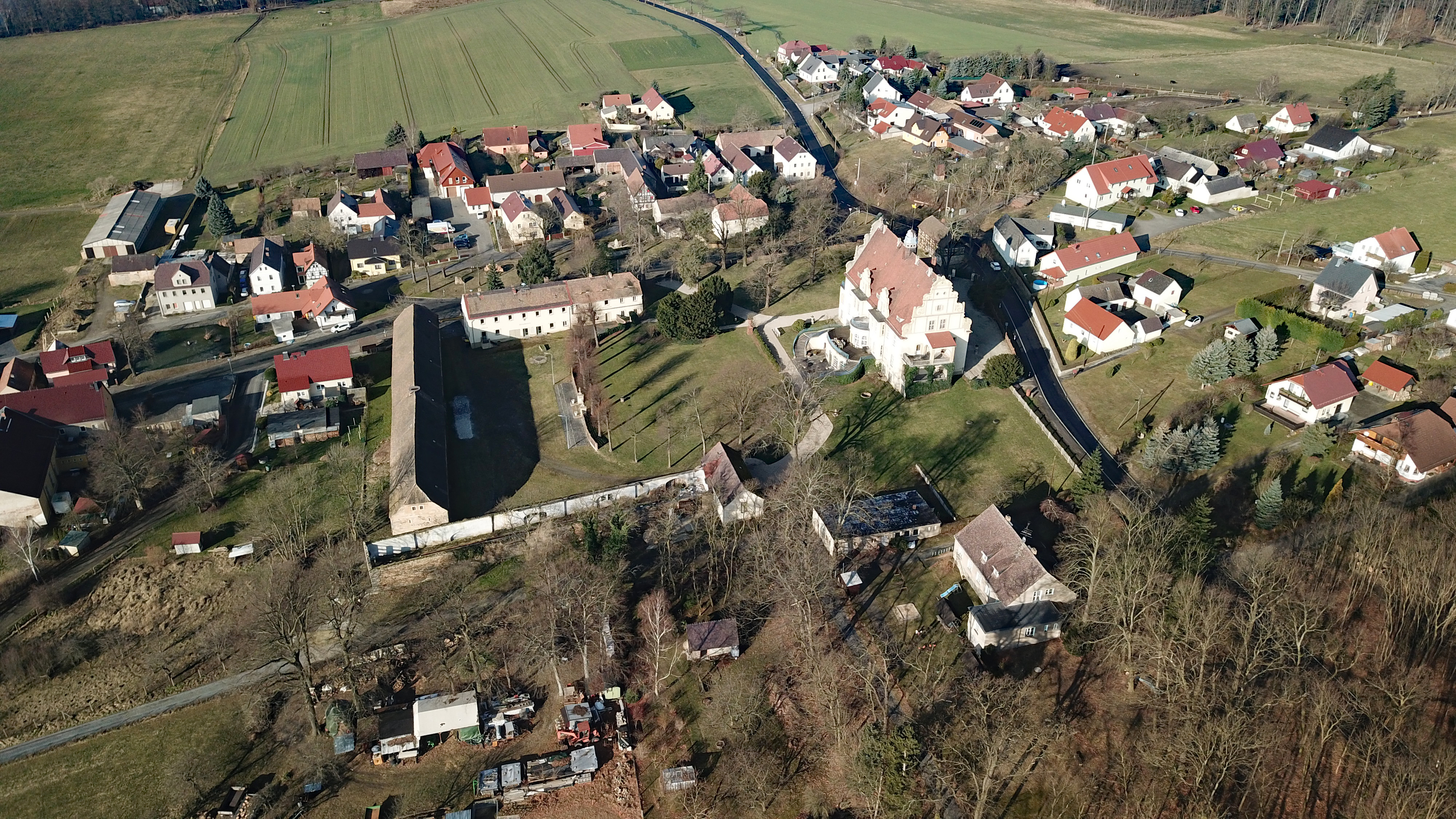

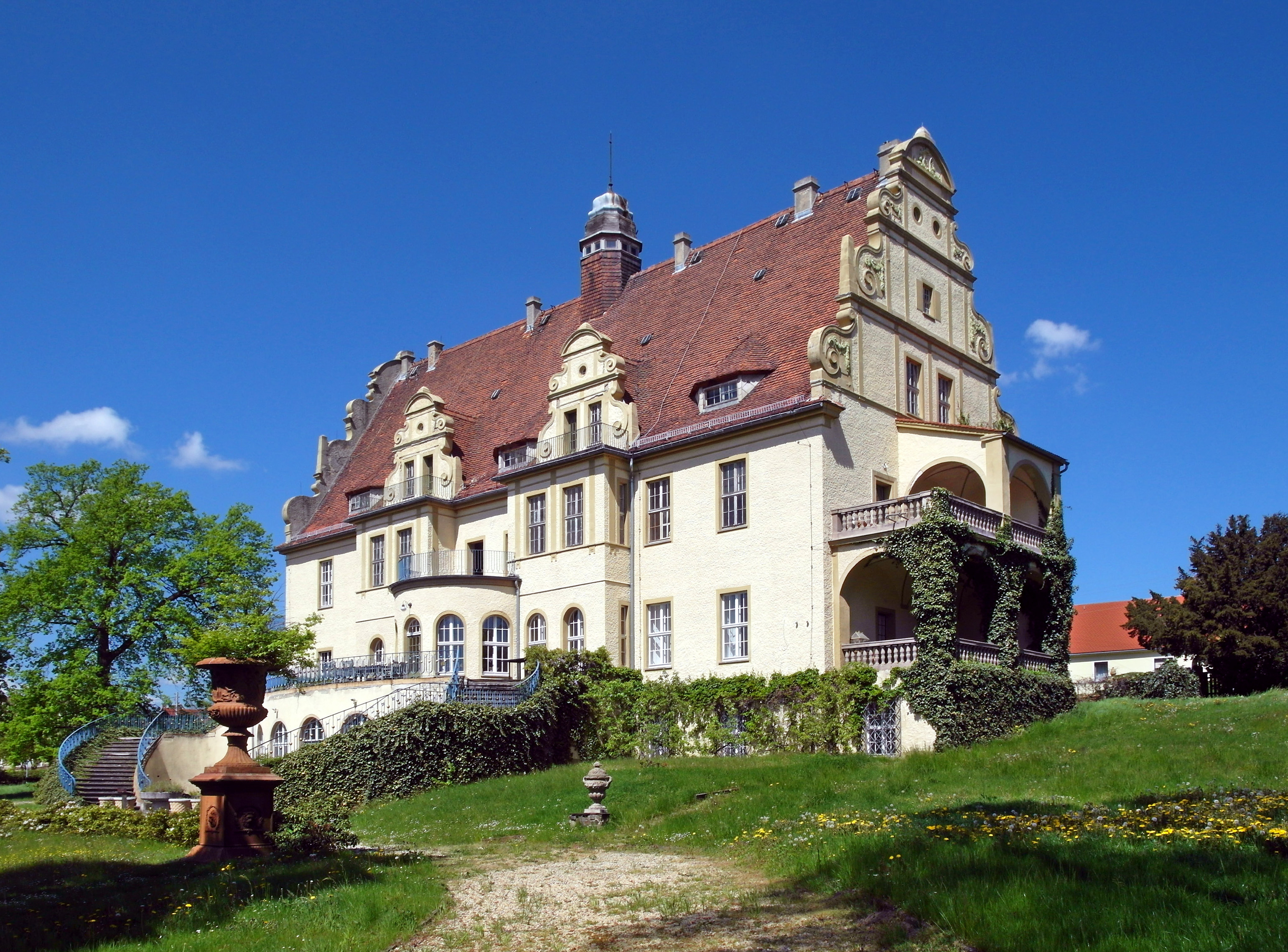

Ва́йсиг или Вы́сока (нем. Weißig; в.-луж. Wysokaо файле) — деревня в Верхней Лужице, Германия. Входит в состав коммуны Ослинг района Баутцен в земле Саксония. Подчиняется административному округу Дрезден.

## География
Находится в южной части района Лужицких озёр на юго-запад от административного центра коммуны Ослинг в окружении обширного лесного массива, в южной части которого находится биосферный заповедник «Пруды Била-Вайсиг». В деревне соединяются автомобильные дороги К 9226 (с запада) и К 9226 (с юго-запада).
Соседние населённые пункты: на северо-востоке — деревня Леска, на юго-востоке — деревня Йитро и на западе — деревня Надрозна-Грабовка коммуны Бернсдорф.

## История
Впервые упоминается в 1374 году под наименованием Wisok.
До 1996 года была центром одноимённой коммуны. С 1996 года входит в состав современной коммуны Ослинг.
Деревня не входит в состав культурно-территориальной автономии «Лужицкая поселенческая область».
Исторические немецкие наименования
- Wisok, 1374
- Wissagk, 1481
- Weisagk, 1494
- Weysk, 1529
- Weißig(k), 1559
- Weißig, 1791
- Weißig b. Kamenz, 1875

## Население
Согласно статистическому сочинению «Dodawki k statisticy a etnografiji łužickich Serbow» Арношта Муки в 1884 году в деревне проживало 274 человека (из них — 228 серболужичанина (83 %)).
Лужицкий демограф Арношт Черник в своём сочинении «Die Entwicklung der sorbischen Bevölkerung» указывает, что в 1956 году при общей численности в 448 человека серболужицкое население деревни составляло 7 % (из них верхнелужицким языком владело 32 взрослых и ни одного несовершеннолетнего).
| 1834 | 1871 | 1890 | 1910 | 1925 | 1939 | 1946 | 1950 | 1964 | 1990 | 2011 |
| ---- | ---- | ---- | ---- | ---- | ---- | ---- | ---- | ---- | ---- | ---- |
| 209  | 279  | 255  | 232  | 244  | 347  | 397  | 431  | 428  | 287  | 279  |